# Wall Of Soundz

Wall Of Soundz es el tercer álbum solista del exmiembro de Westlife, Brian McFadden. El álbum fue hecho originalmente como un proyecto paralelo con Robert Conley, que iba a ser lanzado como un esfuerzo de grupo bajo el nombre de la banda Wall Of Soundz pero más tarde fue cambiado a una mera versión en solitario de McFadden. A diferencia de lo que venían los álbumes de McFadden (Rock/Pop), Wall Of Soundz es electrónico.

## Listado de canciones
1. "Just Say So" (con Kevin Rudolf)
2. "Kicking Around The Love"
3. "Sign Of The Times"
4. "Mr. Alien"
5. "Take A Bite"
6. "When You Coming Home"
7. "Love Transfusion"
8. "Mistakes" (con Delta Goodrem)
9. "Deal With It Later"
10. "Chemical Rush"
11. "Less Talk"
12. "Now We Only Cry"

## Historia de lanzamiento
| País      | Fecha               |
| --------- | ------------------- |
| Australia | 23 de abril de 2010 |
| Filipinas | TBC                 |